# Südasiatische Blindschlangen
Südasiatische Blindschlangen (Indotyphlops) sind eine Schlangengattung aus der Familie der Blindschlangen (Typhlopidae).

## Merkmale und Lebensweise
Die Südasiatischen Blindschlangen sind eierlegend (ovipar) und bis zu einige Dezimeter lang. Die Art Indotyphlops braminus pflanzt sich als einzige bekannte Schlangenart (möglicherweise jedoch auch die Arafura-Warzenschlange) durch Jungfernzeugung (Parthenogenese) fort. Die Blindschlangen leben in der Regel unterirdisch. Ihre Hauptnahrungsquelle sind Insekten.

## Verbreitungsgebiet und Gefährdungsstatus
Das Hauptverbreitungsgebiet der Gattung ist Südasien, insbesondere Indien. Die Art Indotyphlops braminus ist am weitesten verbreitet. Sie kommt in Südeuropa, Afrika, Asien, Mittel- bis Nordamerika, Australien und Ozeanien vor. Die IUCN stuft Indotyphlops lazelli und die auf Sri Lanka verbreiteten Arten Indotyphlops leucomelas und Indotyphlops lankaensis als vom Aussterben bedroht (critically endangered) ein. Ebenfalls auf Sri Lanka verbreitet ist die als stark gefährdet (endangered) eingestufte Art Indotyphlops malcolmi.

## Systematik
Die Gattung wurde 2014 von Stephen Blair Hedges, Angela B. Marion, Kelly M. Lipp, Julie Marin und Nicolas Vidal erstbeschrieben. Ihr werden 22 Arten zugeordnet (Stand April 2024), die im Folgenden nach Taxon sortiert gelistet sind:
| Taxon                      | Erstbeschreibung                                                                        | Verbreitungsgebiet                                                                       | IUCN |
| -------------------------- | --------------------------------------------------------------------------------------- | ---------------------------------------------------------------------------------------- | ---- |
| Indotyphlops ahsanai       | (Khan, 1999)                                                                            | Pakistan (Punjab)                                                                        | (DD) |
| Indotyphlops albiceps      | (Boulenger, 1898)                                                                       | Myanmar, Süd-Thailand, West-Malaysia, China (Hongkong)                                   | (LC) |
| Indotyphlops braminus      | (Daudin, 1803)                                                                          | Süd-Europa, Afrika, Mittlerer Osten, Asien, Australien und Ozeanien, Mittel-Amerika, USA | (LC) |
| Indotyphlops combank       | Wickramasinghe, Vidanapathirana, De Silva, Tennakoon, Samarakoon & Wickramasinghe, 2023 | Sri Lanka                                                                                | (NE) |
| Indotyphlops filiformis    | (Duméril & Bibron, 1844)                                                                | Süd-Asien                                                                                | (DD) |
| Indotyphlops fletcheri     | (Wall, 1919)                                                                            | Indien (Tamil Nadu, Kerala)                                                              | (NE) |
| Indotyphlops jerdoni       | (Boulenger, 1890)                                                                       | Nepal, Indien (Assam), Bhutan, Myanmar                                                   | (LC) |
| Indotyphlops laca          | O’Shea, Wallach, Hsiao & Kaiser, 2023                                                   | Osttimor                                                                                 | (NE) |
| Indotyphlops lankaensis    | (Taylor, 1947)                                                                          | Sri Lanka                                                                                | (CR) |
| Indotyphlops lazelli       | (Wallach & Pauwels, 2004)                                                               | China (Hongkong)                                                                         | (CR) |
| Indotyphlops leucomelas    | (Boulenger, 1890)                                                                       | Sri Lanka                                                                                | (CR) |
| Indotyphlops longissimus   | (Duméril & Bibron, 1844)                                                                | unbekannt                                                                                | (DD) |
| Indotyphlops loveridgei    | (Constable, 1949)                                                                       | Nord-Indien                                                                              | (DD) |
| Indotyphlops madgemintonae | (Khan, 1999)                                                                            | Pakistan (Kaschmir)                                                                      | (DD) |
| Indotyphlops malcolmi      | (Taylor, 1947)                                                                          | Sri Lanka                                                                                | (EN) |
| Indotyphlops meszoelyi     | (Wallach, 1999)                                                                         | Indien                                                                                   | (DD) |
| Indotyphlops pammeces      | (Günther, 1864)                                                                         | Süd-Indien                                                                               | (LC) |
| Indotyphlops schmutzi      | (Auffenberg, 1980)                                                                      | Indonesien (Komodo, Flores)                                                              | (LC) |
| Indotyphlops tenebrarum    | (Taylor, 1947)                                                                          | Sri Lanka                                                                                | (DD) |
| Indotyphlops tenuicollis   | (Peters, 1864)                                                                          | Indien, Nepal                                                                            | (DD) |
| Indotyphlops veddae        | (Taylor, 1947)                                                                          | Sri Lanka                                                                                | (DD) |
| Indotyphlops violaceus     | (Taylor, 1947)                                                                          | Sri Lanka                                                                                | (DD) |